# Pico Sonora
Pico Sonora (en inglés: Sonora Peak) es un monte situado en el centro de las montañas de la Sierra Nevada del estado de California al norte del Paso de Sonora, y al oeste de los Estados Unidos. Situado en la frontera entre los condados de Alpine y Mono, es el punto más alto en el condado de Alpine. Debido a la gran altitud, la mayor parte de la precipitación que recibe esta montaña se compone de nieve.